# Armando Revoredo Iglesias
Armando Revoredo Iglesias (Contumazá, 17 de junio de 1896 - Lima, 25 de junio de 1978) fue aviador, médico, militar y político peruano, que llegó al grado de mayor general de la Fuerza Aérea del Perú (FAP). Se hizo célebre al realizar el primer vuelo sin etapas entre Lima y Bogotá (13 de diciembre de 1935), así como el de Lima-Buenos Aires (27 de marzo de 1937). En abril de 1940 recorrió las capitales de los países de Sudamérica al mando de una flotilla de aviones, lo que en su momento fue considerado una hazaña. En el gobierno de José Luis Bustamante y Rivero fue ministro de Aeronáutica (1947-1948), ministro de Relaciones Exteriores y presidente del Consejo de Ministros (de junio a octubre de 1948). Desde 1956 hasta su deceso formó parte de la directiva de la Compañía de Aviación Faucett S.A.

## Biografía

### Nacimiento y estudios
Nació en la Hacienda La Chanta, en la provincia de Contumazá del departamento de Cajamarca, siendo sus padres el abogado y exsenador Julio Revoredo Posada e Isabel Iglesias Posada. Su abuelo materno fue el presidente Miguel Iglesias, quien gobernó al Perú de 1883 a 1885.

Sus estudios escolares los realizó en los colegios limeños Sagrados Corazones-La Recoleta y La Inmaculada, culminándolos en el Colegio Nacional San Ramón de Cajamarca.
De retorno a Lima, en 1913 ingresó a la Universidad Nacional Mayor de San Marcos, donde cursó medicina. En 1919 fue uno de los delegados estudiantiles ante la Federación de Estudiantes del Perú (FEP), en la época de la efervescencia estudiantil por la reforma universitaria. Cuando se produjo la clausura de San Marcos en 1920, se trasladó a la Universidad de Madrid, donde se graduó de médico cirujano.

### Primeros vuelos
De regreso a Lima, se incorporó a la sanidad de aviación e ingresó en 1925 a la Escuela de Aviación Jorge Chávez o Las Palmas, como capitán asimilado. Sus primeros vuelos los realizó como pasajero.
En 1929, el comandante Harold Grow, jefe de la misión estadounidense, recomendó que se le diera entrenamiento de navegación aérea. Hecho lo cual, se graduó como piloto civil el 19 de enero de 1931, y fue ascendido a capitán efectivo de Sanidad. Fue Grow quien le dio su apelativo de Zorro, por su fisonomía facial. Sin embargo, el alto mando consideró irregular su situación, y lo destacó a Ayacucho y Trujillo. En 1932 regresó a Las Palmas con prohibición de volar, pero en complicidad con sus compañeros siguió haciendo sus prácticas.
Al estallar en 1932 el conflicto con Colombia, fue destinado como médico de los servicios de transporte que unían los puestos de la selva desde San Ramón (Junín) hasta la frontera. Cumplió su labor con mucha entrega, pero aprovechó la necesidad que había de pilotos para gestionar y obtener su brevete militar.
Tras aprobar sus exámenes en Lima fue transferido a Ancón donde realizó su primer vuelo de larga distancia: Ancón-Iquitos, haciéndose merecedor de la Cruz Peruana de Aviación de 2.º clase.

### Losraidso vuelos históricos
Ganado ya por la aviación, efectuó una hazaña de mayor envergadura: el primer vuelo sin etapas entre Lima y Bogotá (13 de diciembre de 1935). Lo ejecutó en un Travel Air preparado por Elmer J. Faucett. El vuelo duró 14 horas 45 minutos, recorriendo 2538 km en 14 horas 40 minutos y aterrizando en el aeropuerto de Techo. Fue condecorado por el gobierno colombiano con la Cruz de Boyacá. Fue inscrito en el escalafón del Cuerpo de Guerra del CAP (antecedente de la FAP), el 1 de febrero de 1935, recibiendo instrucción complementaria para ser oficial de armas.
Posteriormente planeó otro raid memorable, esta vez a Buenos Aires cuyo proyecto fue presentado al presidente Oscar R. Benavides. Lo realizó el 27 de marzo de 1937, piloteando un Stimson Faucett de manufactura local, en un tiempo de 13 horas 38 minutos. A su retorno el presidente peruano le otorgó la Orden del Sol.
Viajó a los Estados Unidos, formando parte de la comisión encargada de supervisar la fabricación y prueba de los aviones Northrop 8A-3P y NA-50. Obtuvo la autorización para transportar tres de esos aviones, recorriendo 7567 km y aterrizando en el aeropuerto de Limatambo el 5 de junio de 1939.
Fue nombrado comandante del 31.º Escuadrón de Formación Estratégica, siendo después ascendido a comandante CAP (Cuerpo Aeronáutico del Perú, antecesora de la Fuerza Aérea del Perú, FAP). Tuvo por entonces la idea de realizar un vuelo de confraternidad alrededor de las capitales sudamericanas.
Fue así como, al mando de la escuadrilla «Los Zorros», conformada por cinco aviones Douglas Northrop 8A-3P, realizó un periplo por todo el subcontinente americano, en abril de 1940, partiendo de Lima y tocando Quito, Bogotá, Caracas, Paramaribo, Belém do Pará, Fortaleza, Río de Janeiro, Asunción, Montevideo, Buenos Aires, Santiago de Chile, La Paz, regresando finalmente a Lima, con un recorrido total de 17 900 km. Este suceso tuvo mucha resonancia, y le valió su ascenso a coronel el 14 de mayo de 1940.
La importancia de dichos vuelos pioneros fue que demostraron la posibilidad de mantener comunicaciones aéreas seguras e hizo posible el desarrollo de la aviación comercial.
Fue acreditado en Washington como agregado aéreo, cargo que ejerció de 1940 a 1941. Pidió su cambio a Río de Janeiro pero volvió a la anterior sede, donde permaneció de 1942 a 1946. Presidió la delegación peruana en la Conferencia de Aviación Civil realizada en Chicago en 1944.

### Ministro de Estado
Durante el gobierno de José Luis Bustamante y Rivero, fue sucesivamente director de Aeronáutica Civil (1946), ministro de Aeronáutica (de 12 de enero de 1947 a 27 de febrero de 1948), ministro de Relaciones Exteriores (de 27 de febrero a 27 de octubre de 1948) y presidente del Consejo de Ministros (de 17 de junio a 27 de octubre de 1948).
En abril de 1948 viajó a Bogotá encabezando la delegación peruana ante la Novena Conferencia Internacional Americana, acontecimiento muy importante donde se firmó el Pacto de Bogotá y se dio nacimiento a la Organización de Estados Americanos (OEA).
Cuando asumió la presidencia del Consejo de Ministros en junio de 1948, el gobierno de Bustamante y Rivero afrontaba una severa crisis política, derivada de la desenfrenada oposición del partido aprista y del sabotaje de la oligarquía agroexportadora. Su gabinete estaba compuesto por figuras civiles y militares, en contraste con su antecesor que había sido puramente militar. Los civiles eran: José León Barandiarán (Justicia), Honorio Delgado (Educación), Julio César Villegas Cerro (Gobierno), Alberto Hurtado Abadía (Salud), Rómulo Ferrero Rebagliati (Agricultura y luego Hacienda). Además de él, los únicos ministros militares eran: el contralmirante AP Mariano Melgar Conde (Marina); el general EP Héctor Martínez Fernandini (Guerra); y el mayor general CAP Ergasto Silva Guillén (Aeronáutica).
La crisis política se agravó. En julio ocurrió la sublevación del comandante Alfonso Llosa en Juliaca. El 3 de octubre de 1948 estalló la rebelión aprista del Callao, protagonizado por algunos oficiales y marineros de la escuadra, la misma que fue sofocada sangrientamente. Fue entonces cuando se puso al partido aprista fuera de la ley y se persiguió a sus dirigentes. Pero el gobierno de Bustamante estaba ya herido de muerte. La estocada final la dio el golpe de Estado de 27 de octubre de 1948, que encabezó el general Manuel A. Odría.

### Directivo de la Compañía Faucett
Revoredo fue deportado a Estados Unidos por el nuevo régimen militar, pero en 1953 se reincorporó a la FAP (nuevo nombre que adoptó desde 1950 el antiguo CAP). Ese mismo año empezó a trabajar como asesor de la Compañía de Aviación Faucett, situación que motivó su pase a retiro del servicio militar. Desde 1956 hasta 1978 se desempeñó como director de Operaciones de dicha compañía.
Temporalmente, en 1962, fue acreditado como embajador en Santiago de Chile. Fue también presidente del Club Nacional en los periodos 1961-1963 y 1969-1971.
Falleció en 1978 a la edad de 81 años.

## Homenajes

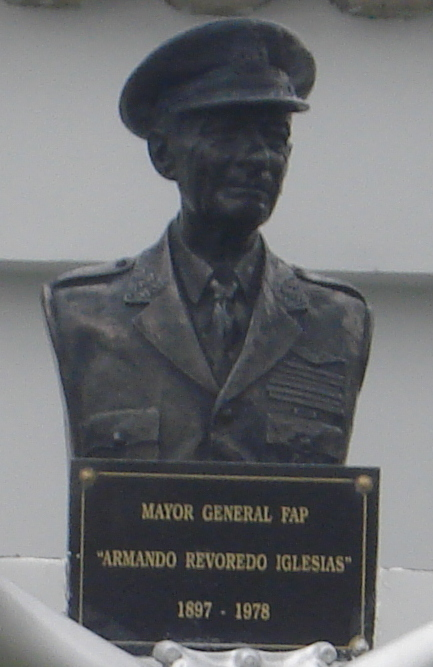
Monumento a Armando Revoredo en el aeropuerto de la ciudad de Cajamarca.

Sus restos fueron enterrados en la Base Aérea del Callao, sede del Grupo Aéreo N.° 8, donde se eleva un mausoleo y un busto conmemorativo. Dicha base ha sido bautizada con su nombre (Base Aérea Mayor General FAP Armando Revoredo Iglesias).
Asimismo, en su memoria, el aeropuerto de la ciudad de Cajamarca a partir de 1979 adoptó su nombre. Igualmente, el Museo Aeronáutico del Perú, situado en Santa Beatriz, Lima, cuenta con una sala auditorio que lleva su nombre.